# Pavel Řehák
Pavel Řehák (sinh ngày 7 tháng 10 năm 1963) là một cầu thủ bóng đá người Séc.

## Sự nghiệp câu lạc bộ
Pavel Řehák đã từng chơi cho JEF United Ichihara, Consadole Sapporo và Yokohama FC.

## Thống kê câu lạc bộ

### J.League
| Đội                 | Năm       | J.League | J.League | J.League Cup | J.League Cup | Tổng cộng | Tổng cộng |
| Đội                 | Năm       | Trận     | Bàn      | Trận         | Bàn          | Trận      | Bàn       |
| ------------------- | --------- | -------- | -------- | ------------ | ------------ | --------- | --------- |
| JEF United Ichihara | 1992      | -        | -        | 9            | 3            | 9         | 3         |
| JEF United Ichihara | 1993      | 31       | 16       | 5            | 3            | 36        | 19        |
| JEF United Ichihara | 1994      | 16       | 1        | 1            | 0            | 17        | 1         |
| Tổng cộng           | Tổng cộng | 47       | 17       | 15           | 6            | 62        | 23        |